# Cúp Nhà vua Thái Lan 2019
Cúp Nhà vua Thái Lan 2019 (tiếng Anh: 2019 Annual King's Cup Football Tournament, 2019 King's Cup, tiếng Thái: ฟุตบอลชิงถ้วยพระราชทานคิงส์คัพ 2019) hay còn gọi là King's Cup 2019, là giải đấu giao hữu Cúp Nhà vua Thái Lan lần thứ 47 được tổ chức bởi Hiệp hội bóng đá Thái Lan (FAT). Giải đấu được tổ chức ở tỉnh Buriram, Thái Lan từ ngày 5 đến ngày 8 tháng 6 năm 2019.
Thái Lan là chủ nhà của giải đấu, cùng với 3 đội tuyển khách mời gồm Việt Nam, Ấn Độ và Curaçao. Đương kim vô địch giải đấu năm 2018 Slovakia không tham dự giải lần nầy.

## Tham dự
Các đội tuyển sau đây đã tham gia giải đấu.
| Đội tuyển          | Hiệp hội | Liên đoàn khu vực | Liên đoàn châu lục | Xếp hạng FIFA1 | Thành tích tốt nhất                  |
| ------------------ | -------- | ----------------- | ------------------ | -------------- | ------------------------------------ |
| Thái Lan (chủ nhà) | FAT      | AFF               | AFC                | 114            | Vô địch (15 lần; lần gần nhất: 2017) |
| Curaçao2           | FFK      | CFU               | CONCACAF           | 82             | Lần đầu tham dự                      |
| Ấn Độ              | AIFF     | SAFF              | AFC                | 101            | Hạng ba (1977)                       |
| Việt Nam           | VFF      | AFF               | AFC                | 98             | Á quân (2006)                        |

- 1 Dựa trên bảng xếp hạng FIFA ngày 4 tháng 4 năm 2019.[2]
- 2 Curaçao thay thế El Salvador. Trước đó, đội tuyển El Salvador đã thay thế Trung Quốc[3]

## Thể thức thi đấu
Theo thông lệ truyền thống, 2 đội tuyển có thứ hạng cao nhất trên bảng xếp hạng FIFA sẽ gặp nhau ở trận bán kết, theo đó  Việt Nam sẽ gặp Curaçao và Thái Lan sẽ gặp Ấn Độ. Tuy nhiên, Hiệp hội bóng đá Thái Lan (FAT) đã quyết định thay đổi thể thức thi đấu bằng hình thức bốc thăm, lễ bốc thăm diễn ra vào lúc 14 giờ ngày 8 tháng 5 tại khách sạn Al Meroz ở Băng Cốc, Thái Lan. Theo thể thức mới thì Việt Nam sẽ chạm trán đội chủ nhà Thái Lan ở bán kết, trong khi Ấn Độ sẽ gặp đội tuyển Curaçao.
Hai trận bán kết diễn ra vào ngày 5 tháng 6, hai đội thắng bán kết tham dự trận chung kết vào ngày 8 tháng 6. Hai đội còn lại bước vào trận tranh hạng ba vào cùng ngày diễn ra trận chung kết.

## Tổ chức
Tất cả các trận đấu được tổ chức ở sân vận động Chang Arena (Thunder Castle Stadium), tỉnh Buriram, Thái Lan.
| Buriram                                       | Buriram |
| --------------------------------------------- | ------- |
| Chang Arena (Sân vận động Thunder Castle)     | Buriram |
| 14°58′0″B 103°5′46″Đ / 14,96667°B 103,09611°Đ | Buriram |
| Sức chứa: 32.600                              | Buriram |
|                                               | Buriram |

## Trận đấu
Tất cả thời gian theo giờ địa phương, ICT (UTC+7).

### Quy định trận đấu
- 90 phút thi đấu chính thức.
- Loạt sút luân lưu được sử dụng để quyết định đội thắng nếu hoà.
- Mỗi đội có 3 quyền thay người.

### Sơ đồ
|  | Bán kết             | Bán kết      |                     |       | Chung kết | Chung kết |
|  |                     |              |                     |       |           |           |
|  | 5 tháng 6 - Buriram |              |                     |       |           |           |
|  |                     |              |                     |       |           |           |
|  | Curaçao             | 3            |                     |       |           |           |
|  | Curaçao             | 3            | 8 tháng 6 - Buriram |       |           |           |
|  | Ấn Độ               | 1            |                     |       |           |           |
|  | Ấn Độ               | 1            | Curaçao             | 1 (5) |           |           |
|  | 5 tháng 6 - Buriram |              | Curaçao             | 1 (5) |           |           |
|  |                     | Việt Nam (p) | 1 (4)               |       |           |           |
|  | Thái Lan            | Việt Nam (p) | 1 (4)               | 0     |           |           |
|  | Thái Lan            |              |                     | 0     |           |           |
|  | Việt Nam            | 1            |                     |       |           |           |
|  | Việt Nam            | 1            | Tranh hạng ba       |       |           |           |
|  |                     |              |                     |       |           |           |
|  | 8 tháng 6 - Buriram |              |                     |       |           |           |
|  |                     |              |                     |       |           |           |
|  | Ấn Độ               | 1            |                     |       |           |           |
|  | Ấn Độ               | 1            |                     |       |           |           |
|  | Thái Lan            | 0            |                     |       |           |           |

### Bán kết
| Curaçao                               | 3–1      | Ấn Độ               |
| ------------------------------------- | -------- | ------------------- |
| Bonevacia 15' · Hooi 18' · Bacuna 34' | Chi tiết | Chhetri 31' (ph.đ.) |

| Thái Lan | 0–1      | Việt Nam             |
| -------- | -------- | -------------------- |
|          | Chi tiết | Nguyễn Anh Đức 90+4' |

### Trận tranh hạng ba
| Ấn Độ     | 1–0      | Thái Lan |
| --------- | -------- | -------- |
| Thapa 17' | Chi tiết |          |

### Chung kết
| Curaçao                                    | 1–1      | Việt Nam                                                                               |
| ------------------------------------------ | -------- | -------------------------------------------------------------------------------------- |
| Carolina 58'                               | Chi tiết | Phạm Đức Huy 83'                                                                       |
| Loạt sút luân lưu                          |          |                                                                                        |
| Benschop · Hooi · Antonia · Bacuna · Maria | 5–4      | Nguyễn Anh Đức · Nguyễn Công Phượng · Nguyễn Trọng Hoàng · Quế Ngọc Hải · Đoàn Văn Hậu |

## Đối tác truyền thông
| Quốc gia | Mạng phát sóng       | Kênh truyền hình                                                | Phát thanh                                 | Truyền trực tuyến                                                 |
| -------- | -------------------- | --------------------------------------------------------------- | ------------------------------------------ | ----------------------------------------------------------------- |
| Việt Nam | Next Media, VOV, VTC | VTC1, VTC3, VOV Vietnam Journey (chỉ các trận đấu của Việt Nam) | VOV1, VOV2 (chỉ các trận đấu của Việt Nam) | vtc.gov.vn, VTC Now, vovtv.vov.vn (chỉ các trận đấu của Việt Nam) |
| Thái Lan | Thairath TV          | Thairath TV (tất cả các trận đấu)                               |                                            |                                                                   |
| Ấn Độ    | STAR TV              | STAR Sports 3                                                   |                                            |                                                                   |
| Hàn Quốc | MBC                  | MBC                                                             |                                            |                                                                   |
| Nhật Bản | TV Asahi             | TV Asahi (tất cả các trận đấu)                                  |                                            |                                                                   |

- Ở Việt Nam, bên cạnh VTC nhiều nhà đài khác đã cam kết tiếp sóng nguyên vẹn 2 trận đấu của đội tuyển Việt Nam gồm: THVL4, VTVCab 16- Bóng đá TV, VTVCab20 - Vfamily, K+ PM, FPT Truyền hình & FPT Play, TvoD và Smart Box VNPT, Truyền hình Nhân dân và VTV5.[5]

## Bên lề
- Sau khi Việt Nam đánh bại chủ nhà Thái Lan 1-0, các clip tổng hợp trận đấu của Next Media trên YouTube đều đồng loạt bị gỡ bỏ vì lý do bản quyền. Đơn vị sở hữu bản quyền tại Việt Nam không đưa ra bình luận về vụ việc này. Trước đó, trong thời điểm phát sóng trực tiếp trận đấu trên YouTube, đã có tới hơn 1 triệu lượt xem trực tiếp, bản đầy đủ trận đấu sau đó cũng đã thu hút hơn 6 triệu lượt xem và đứng top 1 thịnh hành tại Việt Nam. Ngoài ra, các video khoảnh khắc, highlights trận đấu được Next Media đăng tải lên YouTube cũng thu hút hàng trăm ngàn tới hàng triệu lượt xem.[6]
- Chanathip Songkrasin - người đã không thể thi đấu cho đội nhà trong trận gặp Việt Nam, có một dòng trạng thái ngắn viết bằng tiếng Thái trên trang Facebook cá nhân tạm dịch tiếng Việt là "Tát vào cái đầu chết tiệt", cùng dấu hiệu cười "haha". Cùng lúc đó, ở phút 62 của trận đấu, Thitipan Puangchan tát thẳng vào mặt của Đoàn Văn Hậu trong lúc cầu thủ hai bên đang xô xát khiến cầu thủ Việt Nam đã gục xuống sân. Nhận ra dòng trạng thái trùng với thời điểm xảy ra va chạm, cộng thêm nhiều tình huống chơi xấu của đội chủ nhà trước đó, nhiều cổ động viên Việt Nam cho rằng cầu thủ Thái Lan muốn khiêu khích. Bài viết ngay sau đó nhận luọng lớn cảm xúc "phẫn nộ" cùng lượt chia sẻ và bình luận với nội dung tức giận, thậm chí thóa mạ tài khoản Chanathip Songkrasin từ phía người dùng Facebook Việt Nam. Tuy nhiên, cũng có những bình luận cho rằng đây là sự hiểu lầm từ người hâm mộ Việt Nam và yêu cầu xin lỗi.[7] Sau đó, cầu thủ 26 tuổi đã phải chính thức gửi lời xin lỗi bằng tiếng Việt tới toàn thể đội tuyển cũng như người hâm mộ bóng đá Việt Nam: "Tôi muốn gửi lời xin lỗi đến cầu thủ Đoàn Văn Hậu và đội tuyển Việt Nam vì những hành động mà bản thân đã gây ra... Tôi muốn gửi lời xin lỗi chân thành đến tất cả các cổ động viên Việt Nam về những gì tôi đã nói. Đây thực sự là lỗi của tôi và tôi thành thật cảm thấy có lỗi về những việc mình đã làm. Theo tôi, Thái Lan và Việt Nam là những đối thủ mạnh nhất tại ASEAN trong thời điểm hiện tại. Và hơn tất cả, chúng ta là những người bạn để cùng nhau xây dựng và phát triển nền bóng đá ASEAN trở nên tốt hơn.Từ bây giờ, tôi thật sự hy vọng tất cả các cầu thủ và cổ động viên có thể dừng sự tranh chấp mâu thuẫn này lại, và giúp đỡ nhau cho một Thái Lan, Việt Nam và tất cả các quốc gia trong khu vực ASEAN trong tương lai. Một lần nữa, xin cảm ơn và chân thành xin lỗi."[8]
- Với việc thua Ấn Độ 0-1 trong trận tranh hạng ba, đội tuyển Thái Lan đã kết thúc giải với hai trận toàn thua, đứng cuối giải và không ghi được bàn nào. Đây có thể coi là giải đấu thất bại nhất trong lịch sử đối với Thái Lan khi họ mời những đội tuyển được cho là không được đánh giá cao như năm 2018, nhưng vẫn không giành điểm nào.[9] Trước đó, người Thái đã có kế hoạch 3R - Rematch (Tái đấu), Revenge (Phục hận), Return (Trở lại) tại King's Cup lần này, nhằm mục đích chiến thắng trước Ấn Độ (thua 1-4 tại Asian Cup 2019) & Việt Nam (thua 0-4 tại Vòng loại U-23 châu Á 2020 và thua 0-1 tại U-19 Đông Nam Á), nhưng cuối cùng chính họ đã để thua cả hai đối thủ với cùng tỉ số tối thiểu
- Sau thất bại tại giải đấu, HLV trưởng Sirisak Yodyardthai đã chính thức rời khỏi vị trí HLV trưởng ĐT Thái Lan. Quyết định của FAT đến sau những kết quả tệ hại của đội tuyển nước này thời gian gần đây, dù trước đó họ đã làm mọi cách để giữ ông Sirisak trên cương vị HLV trưởng cho vòng loại World Cup 2022. HLV Sirisak từng cùng Thái Lan làm nên lịch sử khi vượt qua vòng bảng Asian Cup 2019, giải đấu mà ông là người đóng thế cho HLV Milovan Rajevac.[10]

## Xếp hạng chung cuộc
| \| Hạng \| Đội tuyển \| \| ---- \| --------- \| \| 1 \| Curaçao \| \| 2 \| Việt Nam \| \| 3 \| Ấn Độ \| \| 4 \| Thái Lan \| 1. 2. 3. 4. 5. 6. 7. 8. 9. 10. - Football Association of Thailand Lưu trữ ngày 7 tháng 6 năm 2019 tại Wayback Machine – Trang chủ của Hiệp hội bóng đá Thái Lan - FIFA – Trang chủ của FIFA - Regulations Governing International Matches Lưu trữ ngày 25 tháng 10 năm 2017 tại Wayback Machine Bản mẫu:King's Cup Bản mẫu:Bóng đá Thái Lan 2019 Bản mẫu:Giải đấu giao hữu 2019 |           |
| Hạng | Đội tuyển |
| 1 | Curaçao   |
| 2 | Việt Nam  |
| 3 | Ấn Độ     |
| 4 | Thái Lan  |